# Thylactus angularis
Thylactus angularis es una especie de escarabajo longicornio del género Thylactus, tribu Xylorhizini, subfamilia Lamiinae. Fue descrita científicamente por Pascoe en 1866.

## Descripción
Mide 25-27 milímetros de longitud.

## Distribución
Se distribuye por India, Indonesia, Laos, Tailandia y Malasia.